# 熊谷周
熊谷 周（くまがい あまね、2001年3月7日 - ）は、日本の男子バレーボール選手である。

## 来歴
大阪府大阪市出身。小学校6年生でバレーボールを始める。
大阪電気通信大学高等学校、福岡大学を経て、2022-23シーズン、V.LEAGUE DIVISION1 MEN（V1男子）に所属していた大分三好ヴァイセアドラーの内定選手となった。内定選手として試合に出場し、Vリーグデビューを果たした。
2023年福岡大学を卒業後に、大分三好ヴァイセアドラーに入団した。
2024年、大分三好ヴァイセアドラーの休部に伴い、移籍先が決定するまでの間はクボタスピアーズ大阪の練習に参加していた。8月、ルーマニア1部リーグに所属するシュティーンツァ・ブカレストへの移籍が発表された。同年のルーマニアリーグでベストレシーバーを獲得した。
2025年、同じくルーマニア1部リーグのSCMクラヨーヴァに移籍。

## 所属チーム
- 昇陽中学校
- 大阪電気通信大学高等学校
- 福岡大学
- 大分三好ヴァイセアドラー（2023-2024年）
- シュティーンツァ・ブカレスト（2024-2025年）
- SCMクラヨーヴァ（2025年-）

## 受賞歴
- 2024年 - 2023-24 V.LEAGUE DIVISION2 MEN 最優秀新人賞・サーブレシーブ賞
- 2025年 - ルーマニアDivizia A1 ベストレシーバー